# Nathan Rennie
Nathan Rennie, né le 31 mai 1981 à Penrith (Australie), est un coureur cycliste australien spécialiste de VTT de descente.

## Biographie
Il remporte une manche et le classement général de la Coupe du monde 2003.

## Palmarès en VTT de descente

### Coupe du monde
- Coupe du monde de descente
  - 2001 : 18e du classement général[1]
  - 2002 : 16e du classement général[2]
  - 2003 : 1er du classement général[3], vainqueur d'une manche

### Championnats d'Australie
- Champion d'Australie de descente : 2006 et 2008